# دموخ-روگاله
دموخ-روگاله (به لهستانی:  Dmochy-Rogale) یک روستا در لهستان است که در گمینا بیلانه واقع شده‌است.